# Vicente Lucas
Vicente da Fonseca Lucas (* 24. September 1939 in Lourenço Marques) ist ein ehemaliger portugiesischer Fußballspieler.

## Karriere als Spieler

### Vereine
Vicente spielte als 15-Jähriger Fußball für den in seiner mosambikanischen Geburtsstadt ansässigen 1° de Maio Lourenço Marques, bevor er im Jahr 1954 nach Lissabon gelangte. Fortan und bis zum Ende seiner Spielerkarriere im Jahr 1967 spielte er ausschließlich für den im Lissaboner Stadtteil Belém ansässigen Verein Belenenses Lissabon im zentralen Mittelfeld, wo ihn sein erster Trainer Fernando Riera am ehesten eingesetzt sah. In seiner 13 Jahre währenden Vereinszugehörigkeit bestritt er insgesamt 286 Punktspiele, in denen er zwölf Tore erzielte. In seiner Premierensaison im Seniorenbereich bestritt er 25 von 26 Punktspielen in der Primeira Divisão, erzielte ein Tor und belegte mit seiner Mannschaft den zweiten Platz am Ende der Meisterschaft; es war zugleich die beste Platzierung während seiner Zugehörigkeit. Den einzigen Titel mit dem Verein gewann er am 3. Juli 1960 im Estádio Nacional in Oeiras beim 2:1-Sieg über Sporting Lissabon im Finale um den Taça de Portugal, den nationalen Vereinspokal. Auf europäischer Vereinsebene nahm er dreimal in Folge am Wettbewerb um den Messestädte-Pokal teil und bestritt insgesamt sieben Spiele, wobei er am 4. September 1961 im Erstrundenhinspiel beim 3:3-Unentschieden gegen Hibernian Edinburgh im Easter Road debütierte. Sein letzter Einsatz in diesem Wettbewerb erfolgte er am 11. Dezember 1963 im heimischen Estádio do Restelo bei der 0:1-Niederlage gegen die AS Rom.

### Nationalmannschaft
Mit seiner Ankunft in Portugal 1954 erhielt er bereits die Chance für die nationale Zweitvertretung zu spielen. Am 10. April 1955 gehörte er dieser an, als sie in Lissabon ein Freundschaftsspiel gegen die A-Nationalmannschaft Luxemburgs gewann. Auch das am 1. Mai 1955 in Oeiras ausgetragene Freundschaftsspiel gegen die A-Nationalmannschaft des Saarlandes, das 6:1 für Portugal endete, bestritt er.
Vicente bestritt in einem Zeitraum von acht Jahren 21 Länderspiele für die A-Nationalmannschaft. Er debütierte am 21. Juni 1959 im Walter-Ulbricht-Stadion in Berlin beim 2:0-Sieg über die Nationalmannschaft der DDR im Achtelfinalhinspiel der Qualifikation für die Europameisterschaft 1960. Am 25. Oktober 1960 kam er im letzten Spiel der Qualifikation für die Weltmeisterschaft 1962 bei der 0:2-Niederlage im Wembley-Stadion zum Einsatz. In dieses Stadion gelangte seine Mannschaft auch am 28. Juli 1966 in WM-Spiel um Platz 3, in dem die Nationalmannschaft der UdSSR mit 2:1 bezwungen werden konnte. In diesem Spiel wurde er nicht eingesetzt, jedoch in den drei Spielen der WM-Vorrunde, aus der seine Mannschaft als Sieger hervorgegangen war und den amtierenden Weltmeister Brasilien mit 3:1 bezwungen hatte. Sein letztes Turnierspiel bestritt er am 23. Juli 1966 in Liverpool beim 5:3-Sieg über den Turnierneuling Nordkorea, der sich überraschend mit 1:0 gegen die Squadra Azzurra hatte durchsetzen können. 
Sein letztes Spiel als Nationalspieler bestritt er am 26. Juni 1966 im Estádio Nacional in Oeiras beim 3:0-Sieg über die Nationalmannschaft Uruguays, im letzten von insgesamt 14 Freundschaftsspielen.

## Karriere als Trainer
An der Seite von Nelo Vingada bildete er das Trainerduo von Belenenses Lissabon in der Saison 1981/82. In seine Heimat zurückgekehrt, bildete er an der Seite von António Medeiros das Trainerduo des CD Maxaquene in der Spielzeit 1988.

## Erfolge
- Dritter der Weltmeisterschaft: 1966
- Portugiesischer Pokalsieger: 1960